# Conthey
Conthey (dt. Gundis) ist eine politische Gemeinde, eine Burgergemeinde und der Hauptort des gleichnamigen Bezirks des Kantons Wallis (franz.: Valais) in der Schweiz.

## Geographie
Die Gemeinde erstreckt sich vom Tsanfleurongletscher an der Grenze zum Kanton Waadt bis hinunter an das Ufer der Rhone, von über 3000 m ü. M. bis 460 m ü. M. Sie besteht aus den zehn Ortschaften Aven, Châteauneuf, Conthey, Daillon, Erde, Le Bourg, Premploz, Sensine, St-Séverin und Vens zusammen, wobei sich die grössten – Plan-Conthey und Châteauneuf – in der Rhône-Ebene befinden, kleinere wie Sensine, Erde, Premploz oder Daillon auf verschiedenen Höhenstufen bis auf 930 m ü. M.
Zur Gemeinde gehören folgende zehn Dörfer:
| Ortschaft | Höhenlage | Ortschaft   | Höhenlage |
| --------- | --------- | ----------- | --------- |
| Aven      | 934 m     | St-Séverin  | 600 m     |
| Erde      | 794 m     | Le Bourg    | 564 m     |
| Premploz  | 802 m     | Vens        | 532 m     |
| Daillon   | 930 m     | Conthey     | 508 m     |
| Sensine   | 634 m     | Châteauneuf | 490 m     |

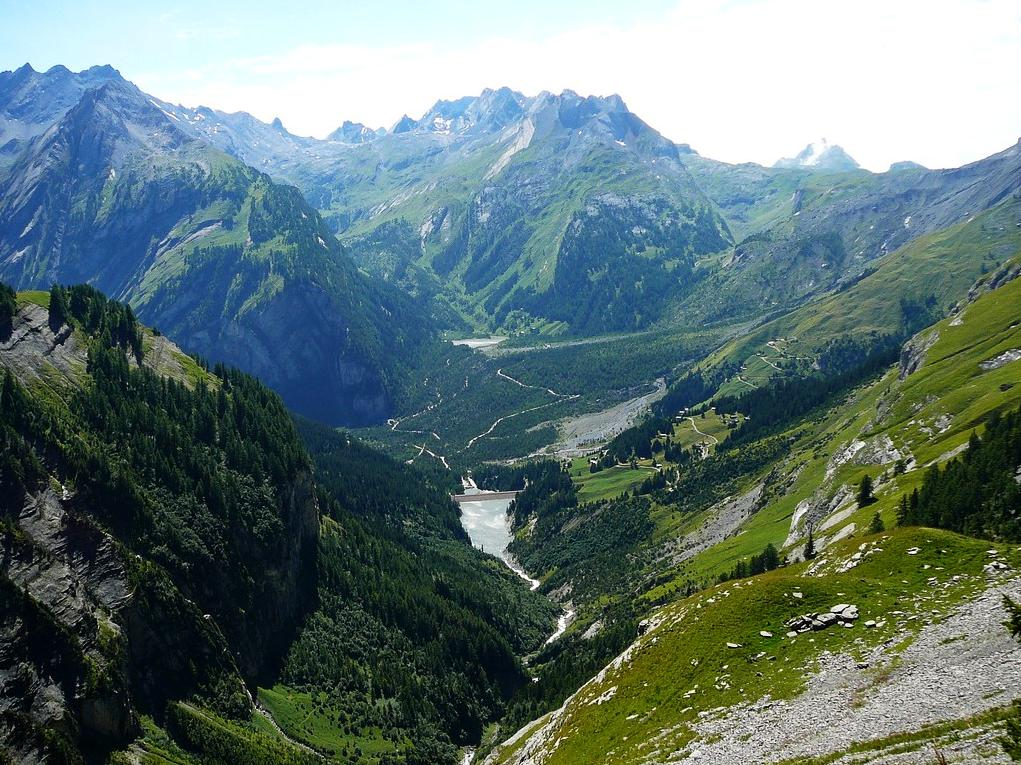
Derborence

Zur Gemeinde gehört auch der Lac de Derborence und das Bassin de Godey.

## Geschichte

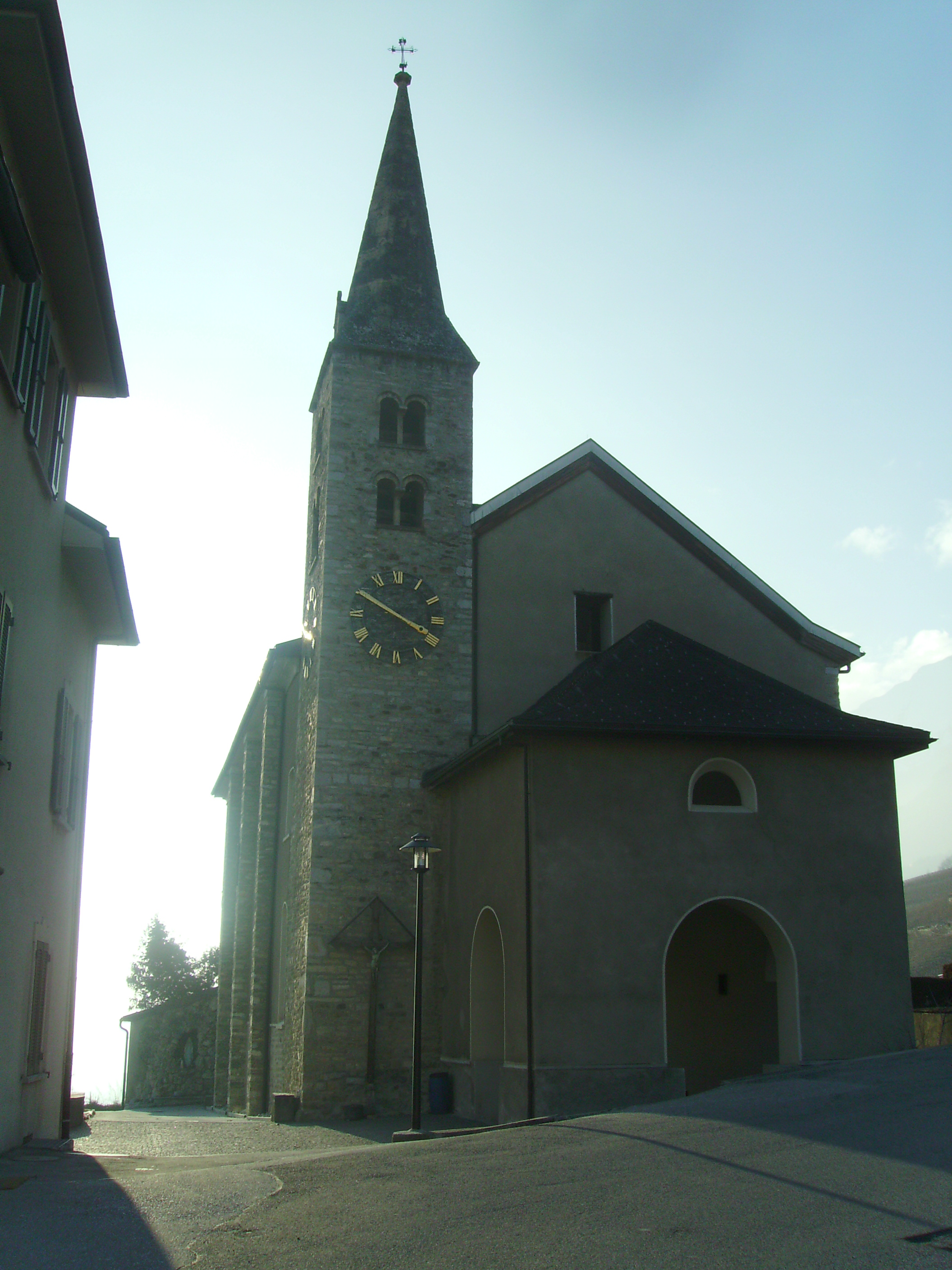
Kirche St-Séverin

Im Mittelalter gehörte Conthey zur Grafschaft bzw. zum Herzogtum Savoyen, während die benachbarten Gemeinden Sitten (französisch Sion) und Savièse Eigentum des Bischofs von Sitten waren. Dies führte zu zahlreichen Konflikten. Die im 13. Jahrhundert errichtete savoyische Burg wurde zerstört, als die Oberwalliser 1475 Conthey einnahmen.
In Conthey trafen sich im Juni 1935 rund 2000 Faschisten und faschistische Sympathisanten zu einer Zusammenkunft der Schweizerischen Faschistischen Bewegung.
Nach dem Zweiten Weltkrieg ist den meisten Menschen die Lust auf Faschismus vergangen. Heute ist Conthey vor allem als regionales Einkaufszentrum bekannt sowie – nach Satigny GE, Chamoson VS und Sitten – als viertgrösste Weinbaugemeinde der Schweiz. Conthey erfreut sich, wie andere Gegenden im Walliser Rhônetal, eines milden Klimas mit unterdurchschnittlicher Niederschlagsmenge.

Luftbild (1955)

## Bevölkerung
| Jahr      | 1850 | 1900 | 1950 | 1980 | 1990 | 2000 | 2010 | 2012 | 2014 | 2015 | 2016 | 2017 | 2018 | 2019 | 2020 |
| Einwohner | 2488 | 2920 | 3485 | 4828 | 5853 | 6261 | 7708 | 8054 | 8315 | 8485 | 8674 | 8691 | 8797 | 8837 | 8857 |

## Politik
- AC: 18
- CVP: 10
- SVP: 2

### Gemeinderat
Die Exekutive von Conthey, der Conseil municipal, besteht aus neun Mitgliedern. Die parteipolitische Zusammensetzung für die Legislaturperiode 2021–2024 ist folgendermassen: AC (Alliance communale) 6, CVP 3. Gemeindepräsident ist Christophe Germanier (AC).

### Gemeindeparlament
Das Gemeindeparlament, der Conseil général, besteht aus 30 Mitgliedern. Folgende Parteien sind vertreten: AC (Alliance communale) 18, CVP 10, SVP 2.

## Persönlichkeiten
- Peter Roh (1811–1872), Jesuit und Volksmissionar[10][11]